# 3265 Fletcher
3265 Fletcher (1953 VN2) là một tiểu hành tinh vành đai chính được phát hiện ngày 9 tháng 11 năm 1953 bởi Reinmuth, K. ở Heidelberg.